# Djinn (mythisch wezen)

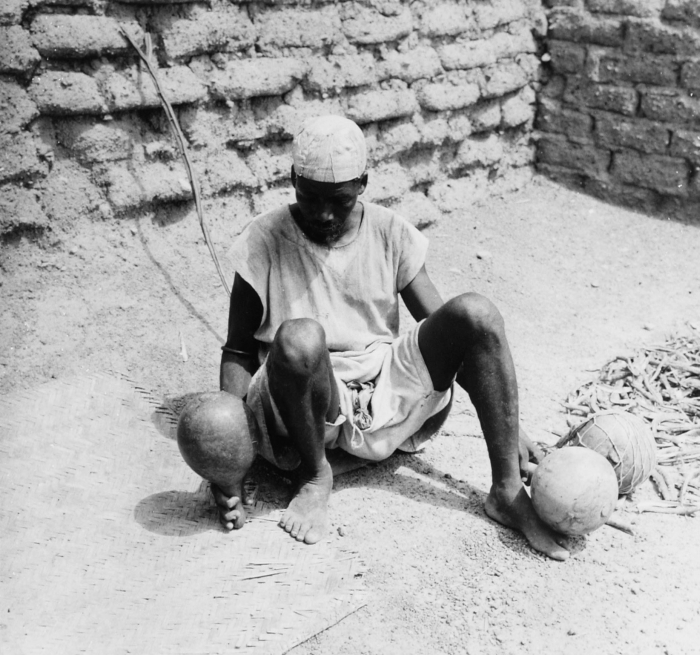
Een ritueel specialist (bogin) praat met geesten van overledenen via de djinns tijdens een consult, Wereldmuseum Amsterdam

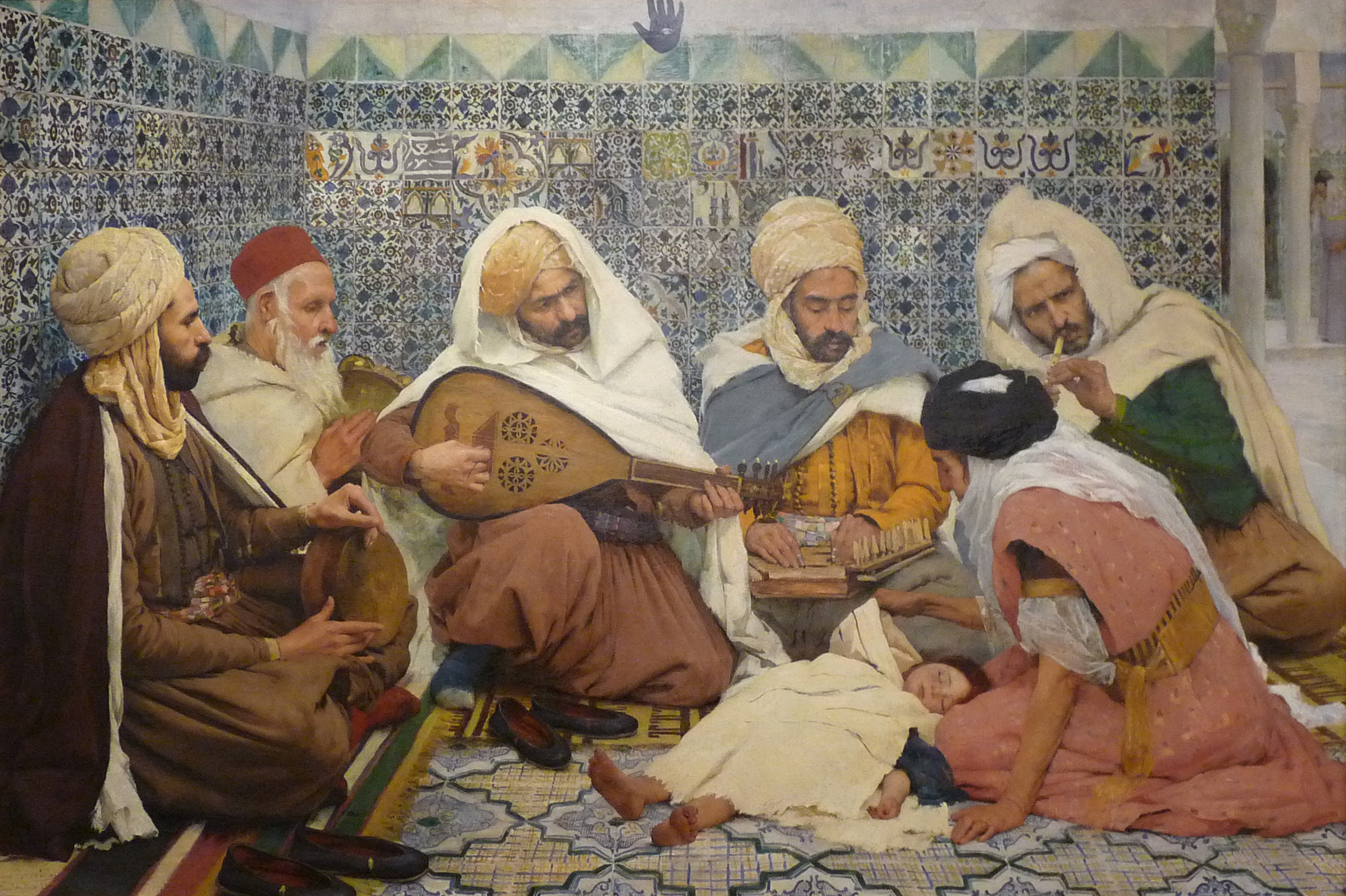
André Brouillet, L'Exorcisme : Musiciens arabes chassant les djinns du corps d'un enfant, 1884

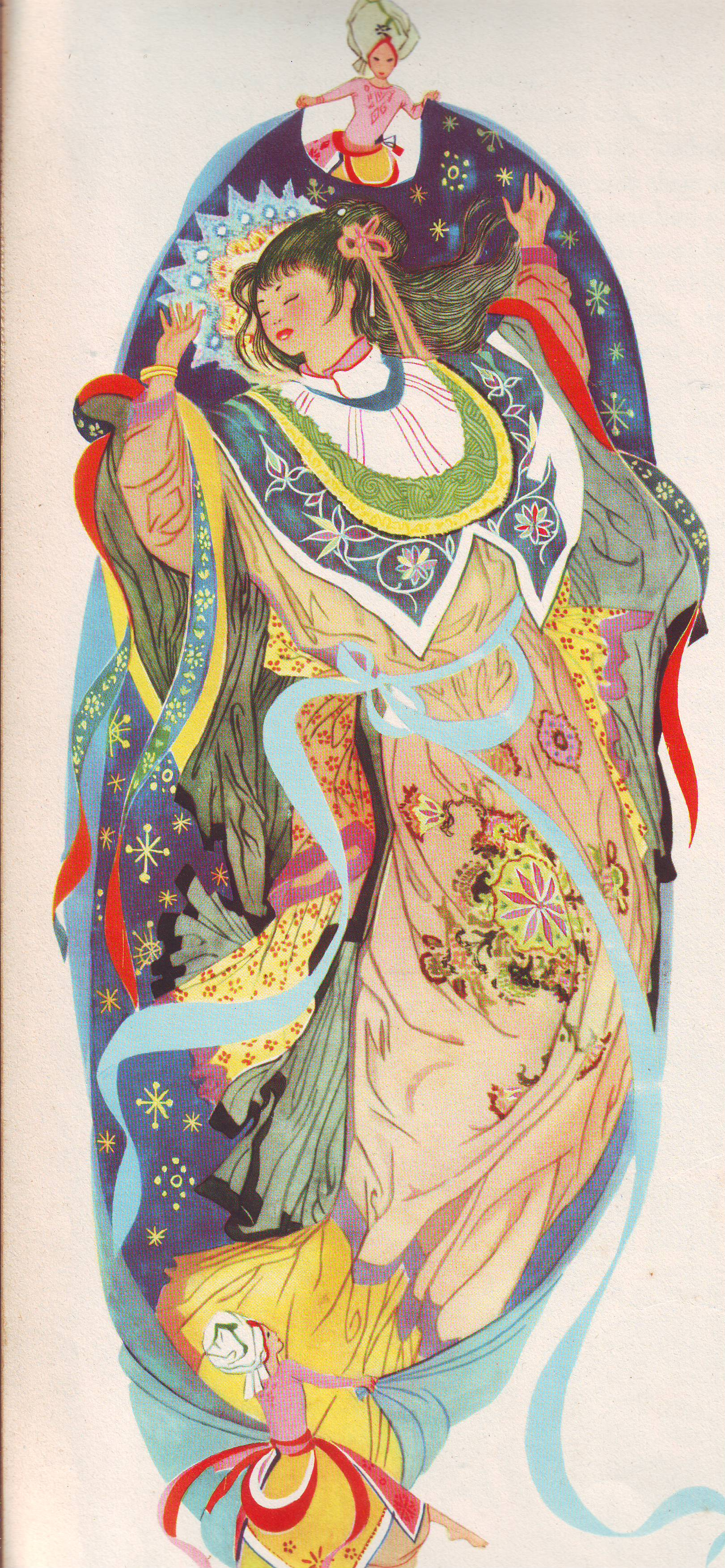
Illustratie van een Arabisch sprookje

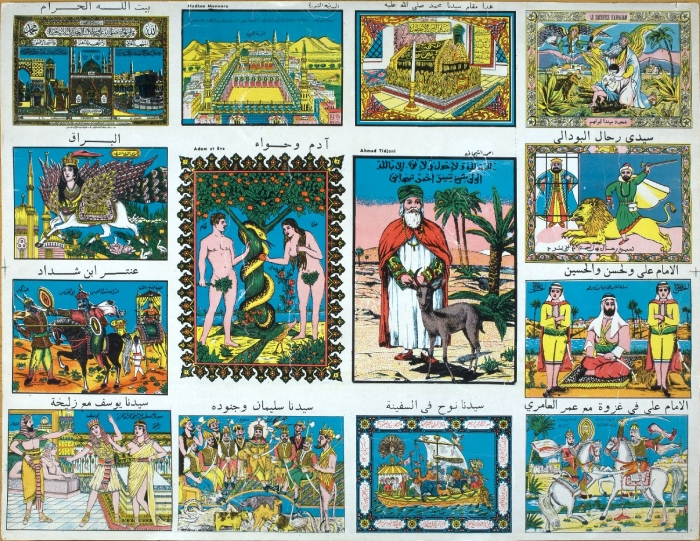
Veertien islamitische afbeeldingen met op afbeelding 8: Sulayman (Salomo) met zijn soldaten. Sulayman is de koning van de djinn, hij wordt omringd door djinn met duivelshoorns en door dieren. Sulayman heeft magische krachten en kan met de dieren communiceren.

Een djinn (Arabisch: جن) is een bovennatuurlijk onzichtbaar wezen, dat volgens sommige islamitische geleerden bezit kan nemen van mensen en ze van hun vrije wil kan ontdoen. Samen met mensen en engelen zijn djinns volgens de Koran de drie levensvormen met een bewustzijn gemaakt door Allah.
De djinn komt ook buiten de Koran veelvuldig voor in verhalen, maar dan als magisch wezen dat wensen vervult. In deze context wordt de naam 'djinn' vaak vertaald als 'geest'.

## Djinns in de Koran
In de Koran heeft de 72e soera als titel Al-Djinn, maar uitspraken over deze wezens komen door de gehele Koran voor. Niet alle djinns worden tot de boze machten gerekend; er zijn ook djinns die bij de goede machten horen, hetgeen een bredere betekenis van het verwante begrip demon, of daimon behelst, dan in het westen tegenwoordig gebruikelijk is. In het soefisme, een stroming binnen de islam die occulte eigenschappen in de traditie heeft, nemen de djinns een bijzondere plaats in.
De Engelen zijn geschapen uit licht, daarentegen zijn djinns geschapen uit een rookloze vlam van vuur (55:16 "God heeft djinns gemaakt van een vlam van vuur"). In de Koran zijn er zowel goede als slechte djinns. Er zijn zelfs smeekbeden die tegen een eventuele aanwezigheid van een djinn gebruikt kunnen worden. Ze zijn vaak aanwezig op onreine plekken zoals vuilnisbelten en sterk verontreinigd water. Niet in de djinn geloven is voor een moslim bijna niet mogelijk, omdat de Koran er in veel verzen heel duidelijk over spreekt.

## Folklore
In de oosterse traditie worden djinns soms voorgesteld als onder de engelen gesteld en ze zouden daarom niet zoveel macht hebben als zij. Djinns hebben dan dezelfde vergelijkbare status als in het westen kobolds, trollen, elfen, feeën, natuurgeesten, de Japanse Oni en andere sater-achtige wezens.
Djinns zouden een nieuwsgierige geaardheid hebben; zij vallen daarom vaak als een soort van kaartenhuis uiteen wanneer zij worden verjaagd van het "hemelse licht", dat hen ook aantrekt. Allah geeft engelen hiervoor de opdracht. De slechte djinn (met een slechte intentie) geeft het opgevangen woord, wat elke keer -in essentie- ergens in de link verbroken wordt, als roddel door. Een waarzegger kan dit opvangen en proberen te interpreteren (medium).
Het boven beschrevene zou dan (eventueel) als het fenomeen "vallende ster" door de mens kunnen worden gezien.
Een mens kan niet trouwen met een djinn. Dit vanwege de geaardheid; onder meer doordat een djinn is geschapen uit rookloos vuur, terwijl een mens is geschapen uit klei en een klonter bloed.
Djinns vertrouwen elkaar niet; er zijn enkele djinns die groter zijn of sterker dan andere, bijvoorbeeld de ifriet. Deze onderscheidt zich in kracht - in de slechtste betekenis. Djinns kunnen transformeren en vliegen. Een slang is (bijna) altijd een djinn, zoals beschreven staat in de Suhna.
De satan (Iblies, Sjaitan, de duivel of Lucifer) is ook een djinn; hij is degene die verantwoordelijk is voor de val van Adam en Eva. Zijn intentie is altijd slecht. De satan fluistert in via het hart, dit in tegenstelling tot de ziel die in handen is van Allah.
Er zijn er onder de djinn die, net als de moslim, zich onderwerpen aan de islam en dienaar zijn van Allah en zijn wetten.

## Djinns buiten de Koran
Volgens Arabische overleveringen buiten de Koran, onder andere de verhalen van 1001 nacht (zoals Aladin en de wonderlamp), biedt een djinn wensen aan die hij in vervulling laat gaan. In sommige verhalen neemt het wezen bezit van je als je ingaat op het aanbod, een bezetenheid van demonische aard. Bijvoorbeeld in het verhaal van de koopman en de djinn en het verhaal van de visser en de djinn. Ook in het sprookje Van de visser en zijn vrouw van de gebroeders Grimm staan wensen centraal. Door deze wijdverbreide mythe is bijvoorbeeld de film Wishmaster geïnspireerd.
Een variant hierop is dat djinns opgesloten zouden zitten in een olielamp, fles, kruik of ander voorwerpen en de bezitter van dit voorwerp moeten dienen door hun wensen te vervullen. In sommige verhalen is de djinn aan bepaalde limieten gebonden, bijvoorbeeld een maximum van drie wensen. In de Disneyfilm Aladdin kan de geest geen mensen doden of liefde tussen twee mensen creëren. Tevens gebeurt het vaak dat djinns de wensen vervullen met een (bewust of onbewust aangebrachte) negatieve bijwerking of volgens een te letterlijke interpretatie.
Ook in de tekenfilmseries als Alfred Jodokus Kwak en Sinbad de Zeeman komt een Djinn voor. Tevens komt een Djinn voor in het Suske en Wiske-album De perenprins.

## Les Djinnsin de 19e eeuw
In het Parijs van het einde van de 19e eeuw inspireerden djinns tot literatuur en muziek:
- Het gedicht Les Djinns van Victor Hugo (uit de bundel Les Orientales, 1829)
- Les Djinns, Op. 12, van Gabriel Fauré uit 1875, een koorstuk op basis van het gedicht van Hugo.
- Les Djinns, poème symphonique pour piano et orchestre, van César Franck (1884), geïnspireerd op dat gedicht van Victor Hugo. Dit was Francks eerste compositie voor piano en orkest. Hoewel de pianopartituur erg virtuoos is, is ze niet uitgesproken solistisch.

## Verder lezen
- Asad, Muhammad (1980). Appendix III: On the Term and Concept of Jinn. The Message of the Qu'rán[dode link]. Gibraltar, Spain: Dar al-Andalus Limited. ISBN 1904510000.
- el-Zein, Amira (2009). Islam, Arabs, and the intelligent world of the Jinn. Contemporary Issues in the Middle East. Syracuse, NY: Syracuse University Press. ISBN 978-0-8156-3200-9.